# Schöllnach
Schöllnach település Németországban, azon belül Bajorországban. Lakosainak száma 4951 fő (2023. december 31.). Schöllnach Außernzell, Iggensbach, Hengersberg, Grattersdorf, Schöfweg és Zenting községekkel határos.

## Népesség
A település népessége az elmúlt években az alábbi módon változott:
| Lakosok száma | 1028 | 2148 | 4017 | 4344 | 4780 | 4844 | 4837 | 4818 | 4845 | 4951 |
|               | 1875 | 1950 | 1975 | 1987 | 2012 | 2014 | 2016 | 2017 | 2021 | 2023 |